# Loyola O'Connor
Loyola O'Connor (8 de julio de 1868 - 26 de diciembre de 1931) fue una actriz de la era de cine mudo estadounidense. A principios del siglo XX, trabajó durante varios años en producciones teatrales como Way Down East, Ben-Hur y Rebecca of Sunnybrook Farm. En 1913, comenzó su carrera en el cine mudo, apareció en 48 películas hasta 1922. Nació en Saint Paul (Minesota) y murió en Los Ángeles, California.

## Filmografía
- The Kiss (1914)
- A Little Madonna (1914)
- The Lily and the Rose (1915)
- Out of the Darkness (1915)
- The Country Boy (1915)
- Hoodoo Ann (1916)
- Stranded (1916)
- The Children Pay (1916)[2]
- Cheerful Givers (1916)
- Atta Boy's Last Race (1916)[3]
- Nina, the Flower Girl (1917)
- An Old-Fashioned Young Man (1917) - Mrs. James D. Burke
- True Heart Susie (1919)
- Soft Money (1919)
- Eyes of the Heart (1920)
- The Tree of Knowledge (1920)
- Harriet and the Piper (1920)
- Old Dad (1920)
- The Infidel (1922)